# Kortyzol
Kortyzol, hydrokortyzon (łac. cortex = „kora”, „łupina”, „skórka”) – organiczny związek chemiczny, naturalny hormon steroidowy wytwarzany przez warstwę pasmowatą kory nadnerczy, główny przedstawiciel glikokortykosteroidów. Wywiera szeroki wpływ na metabolizm, bywa nazywany hormonem stresu na równi z adrenaliną. Powstaje z 11-β-deoksykortyzolu przy udziale 11β-hydroksylazy w warstwie pasmowatej kory.
Ma działanie przeciwzapalne, zatrzymuje też sól w organizmie. Kortyzol różni się od pozostałych hormonów steroidowych (takich jak hormony płciowe) tym, że zalicza się go do glikokortykoidów, czyli związków mających wpływ na poziom glukozy we krwi. Kortyzol powoduje zwiększanie jej stężenia, co jest wskazane w reakcji na stres (stąd jego potoczna nazwa). Kortyzol uwalnia też aminokwasy z tkanek peryferycznych i hamuje tempo wchłaniania ich przez mięśnie szkieletowe, przyspiesza glukoneogenezę, a wreszcie przyspiesza rozkład kwasów tłuszczowych do ciał ketonowych.
Przewlekły nadmiar kortyzolu we krwi prowadzi do charakterystycznego przemieszczenia się depozytów tkanki tłuszczowej (bawoli kark, twarz księżyc w pełni, otyłość brzuszna, chude kończyny), ścieńczenia skóry, powstania rozstępów o charakterystycznej różowej barwie, trądziku oraz insulinooporności co stanowi obraz zespołu Cushinga.

## Wydzielanie
Podobnie jak ACTH, kortyzol charakteryzuje się dobowym rytmem wydzielania, na skutek czego jego stężenie w surowicy krwi jest najwyższe w godzinach rannych (150–700 nmol/l o godzinie 8), zaś najniższe w późnych godzinach wieczornych (30–120 nmol/l o północy).
W organizmie znajduje się w równowadze z nieaktywnym kortyzonem. Jego poziom kontrolowany jest przez dehydrogenazę 11β-hydroksysteroidową typu 1 i typu 2:

## Regulacja

### Czynniki redukujące poziom kortyzolu
- Suplementacja magnezem obniża poziom kortyzolu w surowicy po ćwiczeniach aerobowych[9][10], ale nie po treningu oporowym[11].
- Kwasy tłuszczowe omega-3 wykazują zależną od dawki[12] właściwość zmniejszania produkcji kortyzolu wywołanej przez stres psychiczny[13], poprzez hamowanie syntezy interleukiny-1 oraz -6 i wzmaganie syntezy interleukiny-2. Interleukina-1 wzmaga wydzielanie hormonu CRH. Kwasy tłuszczowe omega-6 z kolei wykazują odwrotne działanie na syntezę interleukin[14].
- W pewnych przypadkach muzykoterapia okazuje się skuteczna w redukcji poziomu kortyzolu[15].
- Masaż może redukować poziom kortyzolu[16].
- Śmiech i doświadczenie rozśmieszenia może redukować poziom kortyzolu[17].
- Pozyskiwana z soi fosfatydyloseryna oddziałuje na kortyzol. Dawkowanie jest jednak niejasne[18][19][20][21].
- Regularny taniec prowadzi do znacznej redukcji poziomu kortyzolu w ślinie badanych[22].
- Wyciąg z korzenia rośliny Withania somnifera z rodziny psiankowatych[23].

### Czynniki zwiększające poziom kortyzolu
- Infekcje wirusowe zwiększają poziom kortyzolu poprzez aktywację osi HPA przez cytokiny[24].
- Kofeina może zwiększać poziom kortyzolu[25].
- Niedobór snu[26].
- intensywne lub długotrwałe ćwiczenia aerobowe przejściowo podwyższają poziom kortyzolu, aby zwiększyć efektywność glukoneogenezy i utrzymać stały poziom cukru we krwi. Po posiłku poziom kortyzolu wraca do normy[27].
- Wariant Val/Val genu BDNF u mężczyzn oraz wariant Val/Met u kobiet jest związany ze zwiększonym poziomem kortyzolu w ślinie w odpowiedzi na sytuacje stresowe[28].
- Hypoestrogenizm(inne języki) oraz suplementacja melatoniną zwiększają poziom kortyzolu u kobiet po menopauzie[29].
- Poważna trauma lub sytuacje stresowe mogą zwiększyć poziom kortyzolu we krwi przez dłuższy okres[30].
- Podskórna tkanka tłuszczowa przetwarza kortyzon w kortyzol przy użyciu enzymu 11-beta HSD1[31].
- Anorexia nervosa może mieć związek z podwyższonym poziomem kortyzolu[32].
- Gen receptora serotoniny 5HTR2C u mężczyzn jest powiązany ze zwiększoną produkcja kortyzolu[33].
- Wdychanie androstadienonu przez kobiety podnosi ich poziom kortyzolu i ma wpływ na nastrój[34].

W 2010 r. opublikowano pracę wskazującą, że przyczyną zwiększonego poziomu kortyzolu może być również mowa ciała osoby niepewnej siebie, czyli zamknięta, podkurczona sylwetka, jednak nie znalazło to potwierdzenia w dalszych badaniach.